# 台灣播出之日劇列表 (2009年)
台灣播出之日劇列表為在2009年台灣播映過之日本戲劇
| 日期     | 劇名                          | 日本電視台 | 台灣電視台        | 主要演員                               | 網站                        |
| 1月5日   | 熟女在身邊                    | TBS        | 緯來日本台        | 天海祐希                               | 網頁 （页面存档备份，存于） |
| 1月15日  | 絕對達令                      | CX         | 緯來日本台        | 速水茂虎道                             | 網頁 （页面存档备份，存于） |
| 1月20日  | 我姊是惡魔                    | NTV        | 緯來日本台        | 志田未來                               | 網頁 （页面存档备份，存于） |
| 1月31日  | 愛蜜公主出城去                | CX         | 緯來日本台        | 井上真央                               | 網頁 （页面存档备份，存于） |
| 02月3日  | 暴走兄妹                      | NTV        | 緯來日本台        | 松岡昌宏                               | 網頁 （页面存档备份，存于） |
| 02月11日 | SP特勤型男                    | CX         | 緯來日本台        | 岡田准一                               | 網頁 （页面存档备份，存于） |
| 02月17日 | 一磅的福音                    | NTV        | 緯來日本台        | 龜梨和也                               | 網頁 （页面存档备份，存于） |
| 03月2日  | 戀上芭蕾                      | NTV        | 緯來日本台        | 黑木瞳                                 | 網頁 （页面存档备份，存于） |
| 03月4日  | 談判尤物                      | EX         | 緯來日本台        | 米倉涼子                               | 網頁 （页面存档备份，存于） |
| 03月16日 | 篤姬                          | NHK        | 緯來日本台        | 宮崎葵                                 | 網頁 （页面存档备份，存于） |
| 03月25日 | 三角效應                      | KTV        | 緯來日本台        | 江口洋介                               | 網頁 （页面存档备份，存于） |
| 04月14日 | 4姊妹偵探團                   | EX、ABC    | 緯來日本台        | 夏 帆                                  | 網頁（页面存档备份，存于）  |
| 04月18日 | 天國與地獄                    | EX         | 國興衛視          | 佐藤浩市                               |                             |
| 04月23日 | 家長是怪獸                    | KTV        | 緯來日本台        | 米倉涼子                               | 網頁 （页面存档备份，存于） |
| 04月27日 | A咖童星在我家                 | NTV        | 緯來日本台        | 速水茂虎道                             | 網頁 （页面存档备份，存于） |
| 5月1日   | 相棒SeasonV                   | EX         | LS TIME電影台 JET | 水谷豐                                 |                             |
| 5月8日   | 老公真命苦                    | KTV        | 緯來日本台        | 上川隆也                               | 網頁 （页面存档备份，存于） |
| 5月25日  | 佐佐木夫妻大戰                | TBS        | 緯來日本台        | 稻垣吾郎                               | 網頁 （页面存档备份，存于） |
| 06月6日  | 相棒Season6                   | EX         | LS TIME電影台 JET | 水谷豐                                 |                             |
| 06月8日  | OL生存戰                      | NTV        | 緯來日本台        | 觀月亞里莎                             | 網頁（页面存档备份，存于）  |
| 06月9日  | CHANGE                        | CX         | 緯來日本台        | 木村拓哉                               | 網頁 （页面存档备份，存于） |
| 06月24日 | 考試之神                      | NTV        | JET               | 山口達也                               | 網頁 （页面存档备份，存于） |
| 7月7日   | LAST FRIENDS                  | CX         | 緯來日本台        | 長澤雅美                               | 網頁 （页面存档备份，存于） |
| 7月8日   | 富家女與窮酸郎                | CX         | JET               | 上戶彩                                 | 網頁 （页面存档备份，存于） |
| 7月22日  | 咩妹的完美執事                | CX         | 緯來日本台        | 水嶋宏、榮倉奈奈                       | 網頁 （页面存档备份，存于） |
| 7月22日  | 破案天才奇娜                  | NTV        | 緯來日本台        | 菅野美穗                               | 網頁 （页面存档备份，存于） |
| 7月23日  | DAISUKI 最喜歡!!              | TBS        | JET               | 香里奈                                 | 網頁 （页面存档备份，存于） |
| 8月3日   | 流星之絆                      | TBS        | 緯來日本台        | 二宮和也                               | 網頁 （页面存档备份，存于） |
| 8月4日   | 不良學園                      | TBS        | 緯來日本台        | 佐藤隆太                               | 網頁（页面存档备份，存于）  |
| 8月5日   | 空中急診英雄                  | CX         | 緯來日本台        | 山下智久                               | 網頁 （页面存档备份，存于） |
| 8月6日   | 風之花園                      | CX         | JET               | 中井貴一                               | 網頁 （页面存档备份，存于） |
| 8月8日   | 我要當爸爸的腳                | NTV        | 緯來日本台        | 松本潤                                 | 網頁 （页面存档备份，存于） |
| 8月20日  | 童顏刑事                      | CX         | 緯來日本台        | 小池徹平                               | 網頁（页面存档备份，存于）  |
| 8月21日  | 天才駭客F                     | TBS        | 緯來日本台        | 三浦春馬                               | 網頁 （页面存档备份，存于） |
| 8月22日  | 名偵探柯南 給工藤新一的挑戰書 | YTV        | 緯來日本台        | 小栗旬                                 | 網頁 （页面存档备份，存于） |
| 8月24日  | 未來講師                      | EX         | 國興衛視          | 深田恭子                               | [ 網頁]                     |
| 9月3日   | 改造老師大作戰                | NTV        | 緯來日本台        | 中島裕翔、山田涼介、知念侑李、有岡大貴 | 網頁 （页面存档备份，存于） |
| 9月4日   | 錢與罪                        | NTV        | 緯來日本台        | 松山研一                               | 網頁 （页面存档备份，存于） |
| 9月23日  | 白色之春                      | KTV        | 緯來日本台        | 阿部寬                                 | 網頁 （页面存档备份，存于） |
| 10月1日  | 純情男生俏老師                | NTV        | 緯來日本台        | 深田恭子                               | 網頁 （页面存档备份，存于） |
| 10月2日  | 女警狀況外                    | TBS        | 緯來日本台        | 仲間由紀惠                             | 網頁 （页面存档备份，存于） |
| 10月15日 | 推理遊戲                      | EX、ABC    | 緯來日本台        | 石原里美                               | 網頁 （页面存档备份，存于） |
| 10月29日 | 天下一名偵探                  | EX         | 緯來日本台        | 松田翔太                               | 網頁 （页面存档备份，存于） |
| 11月16日 | 愛與寬容                      | NTV        | 緯來日本台        | 稻森泉                                 | 網頁（页面存档备份，存于）  |
| 11月24日 | 行動搜查官7                   | TX         | 東森綜合台        | 窪田正孝                               | 網頁（页面存档备份，存于）  |
| 11月25日 | 大奧 華之亂                   | CX         | 緯來日本台        | 內山理名                               | 網頁 （页面存档备份，存于） |
| 11月30日 | 夜光的階梯                    | EX         | 緯來日本台        | 藤木直人                               | 網頁 （页面存档备份，存于） |
| 12月10日 | 魔王                          | TBS        | 緯來日本台        | 大野智                                 | 網頁 （页面存档备份，存于） |
| 12月11日 | 神之雫                        | NTV        | 緯來日本台        | 龜梨和也                               | 網頁 （页面存档备份，存于） |
| 12月24日 | BOSS女王                      | CX         | 緯來日本台        | 天海祐希                               | 網頁 （页面存档备份，存于） |
| 12月24日 | 天地人                        | NHK        | 緯來日本台        | 妻夫木聰                               | 網頁 （页面存档备份，存于） |
| 12月25日 | 人妻的遊戲                    | TBS        | 緯來日本台        | 鈴木京香                               | 網頁                        |